# Radulina scaberula
Radulina scaberula är en bladmossart som beskrevs av William Russell Buck och Benito C. Tan 1989 [1990. Radulina scaberula ingår i släktet Radulina och familjen Sematophyllaceae. Inga underarter finns listade i Catalogue of Life.